# Liste der Burgen und Schlösser im Westerwald

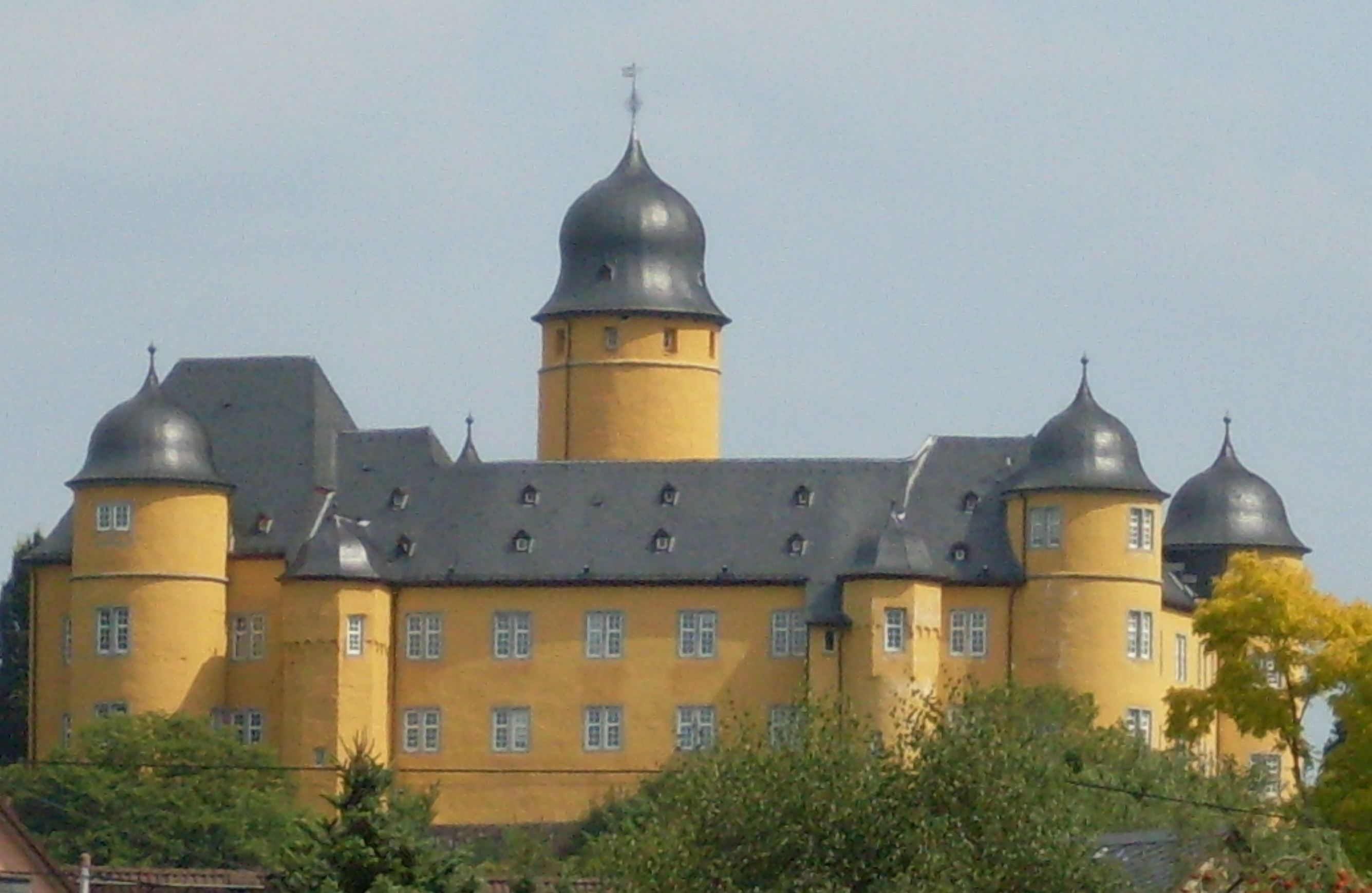
Schloss Montabaur

Die Liste der Burgen und Schlösser im Westerwald enthält Schlösser, Burgen und Burgruinen im Westerwald.
Abkürzungen: Typologie (T), Erhaltungszustand (E). Nicht aufgeführt sind Zier- und Nachbauten, die nie als Wohngebäude oder zur Verteidigung genutzt wurden.

## Schlösser, Burgen und Burgruinen
| Name                                            | Lage | Bauzeit          | Anmerkungen | Bild |
| ----------------------------------------------- | --- | ---------------- | --- | --- |
| Burg Altenwied                                  | Burganlage auf dem Gebiet der Gemeinde Neustadt, Verbandsgemeinde Asbach, Landkreis Neuwied | um 1100          | T: Höhenburg, Spornlage, E: erhalten/wesentliche Teile erhalten                                                                             | |
| Burg Beilstein                                  | Beilstein | 1129             | T: Höhenburg, E: Ruine, teilweise wiederhergestellt                                                                                         | |
| Burg Blankenberg (Sieg)                         | Stadt Blankenberg, Hennef, Rhein-Sieg-Kreis |                  | T: Höhenburg, E: Ruine, teilweise wiederhergestellt                                                                                         | Burg Blankenberg mit dem darunter liegenden Ort Stein auf einer Postkarte um 1900                                         |
| Burg Braunsberg                                 | Anhausen, Verbandsgemeinde Rengsdorf-Waldbreitbach, Landkreis Neuwied, auf dem Burgberg (Flurname Braunsberg) am linken Hang des Aubachtales auf der zum Niederwesterwald gehörenden Sayn-Wied-Hochfläche, Luftlinie ca. 2,5 km westsüdwestlich des Kerns der Ortschaft Anhausen, nordnordöstlich des Stausees im Aubachtal, auf einer gedachten Linie zwischen den Ortschaften Altwied (Stadtteil der Stadt Neuwied) und Anhausen, ca. ¾ km nordwestlich der Mitte einer gedachten Linie zwischen den Ortschaften Oberbieber (Stadtteil der Stadt Neuwied) und Anhausen | um 1200          | T: Felsenburg, E: Ruine (Oberburg), wesentliche Teile erhalten (Unterburg) Teil der Unterburg wird als Forstbetrieb mit Wohnbereich genutzt | Burg Braunsberg |
| Burg Ehrenstein                                 | Asbach (Westerwald), Landkreis Neuwied | 1331             | T: Talhangburg, E: Ruine | |
| Burg Ellar                                      | Ellar | um 1300          | T: Hügelburg, Ortslage, E: Ruine | |
| Burg Freusburg                                  | Freusburg (Stadtteil von Kirchen), Verbandsgemeinde Kirchen (Sieg), Landkreis Altenkirchen | 913              | T: Höhenburg, E: erhalten | Burg Freusburg |
| Schloss Friedewald                              | Friedewald, Verbandsgemeinde Daaden-Herdorf, Landkreis Altenkirchen | 1580             | T: Renaissanceschloss, E: erhalten | Schloss Friedewald |
| Burg Greifenstein                               | Greifenstein |                  | T: Höhenburg, E: Ruine, teilweise erhalten                                                                                                  | |
| Burg Grenzau, auch: Burg Großfreuden, Gransioie | bei Höhr-Grenzhausen | 1210             | T: Spornburg, E: wesentliche Teile erhalten                                                                                                 | |
| Schloss Hachenburg                              | Hachenburg, Westerwaldkreis | 1594             | Aus einer älteren Burganlage zum Schloss umgebaut, Hochschule der Deutschen Bundesbank                                                      | Schloss Hachenburg |
| Schloss Hadamar                                 | Hadamar | 1607             | Schloss (erhalten) | Südflügel des Schlosses Hadamar vom Schlossplatz aus gesehen. Links zu sehen: Teil der ehemaligen Wirtschaftshof-Gebäude. |
| Burg Hartenfels                                 | Hartenfels, Verbandsgemeinde Selters (Westerwald), Westerwaldkreis | 1249             | T: Höhenburg, E: Ruine | |
| Schloss Herborn                                 | Herborn, Lahn-Dill-Kreis | Ende 12. Jh.     | Zum Schloss ausgebaute ehem. Burg | Schloss Herborn von Westen aus gesehen                                                                                    |
| Isenburg                                        | Isenburg, bei Bendorf | 1100             | T: Höhenburg, E: Ruine | |
| Junkernschloss, auch Unterburg (Driedorf)       | Driedorf | 1200–1300        | T: Niederungsburg E: Ruine | Reste des Junkernschlosses in Driedorf heute                                                                              |
| Burg Lahr                                       | Burglahr | um 1300 bis 1400 | T: Höhenburg, E: Ruine | |
| Hof Langwiesen                                  | zwischen Boden und Ruppach-Goldhausen, nordöstlich von Montabaur | 16. Jahrhundert  | Kleines Wasserschloss, E: erhalten | |
| Schloss Mengerskirchen                          | Mengerskirchen, Landkreis Limburg-Weilburg | 1312             | T: Talburg, Ortslage, E: erhalten | Schloss Mengerskirchen |
| Schloss Molsberg                                | Molsberg | um 1600          | | Schloss Molsberg |
| Schloss Montabaur                               | Montabaur | 959              | T: Schloss, E: erhalten | Schloss Montabaur |
| Neuerburg                                       | Niederbreitbach, Landkreis Neuwied | 1170             | T: Höhenburg, E: Ruine | Neuerburg |
| Hof Neuroth                                     | zwischen Salz (Westerwald) und Bilkheim | 1760             | Kleines Wasserschloss, T: Wasserschloss, E: erhalten                                                                                        | Hof Neuroth |
| Oberburg Driedorf                               | Driedorf | 1305             | T: Niederungsburg, Ortslage E: Reste der Oberburg im Ortskern von Driedorf, E: Ruine                                                        | |
| Burg Reichenstein                               | Reichenstein, bei Puderbach, Landkreis Neuwied | 1305             | T: Hangburg, E: Ruine | |
| Reifenberger Schlösschen                        | Weltersburg bei Westerburg, Westerwaldkreis | 17. Jh.          | T: Kleines Schloss in Ortslage, E: erhalten, Nutzung als Wohngebäude                                                                        | Reifenberger Schlösschen in Weltersburg                                                                                   |
| Burg Sayn                                       | Sayn (Stadtteil von Bendorf), Landkreis Mayen-Koblenz | 12. Jh.          | T: Spornburg, E: Ruine, in wesentlichen Teilen erhalten                                                                                     | Burg Sayn, Luftaufnahme 2013                                                                                              |
| Schloss Schönstein                              | Schönstein (Stadtteil von Wissen), Landkreis Altenkirchen | 1255             | Schloss (Wohnsitz der Familie der Grafen von Dönhoff)                                                                                       | Schloss Schönstein |
| Sporkenburg                                     | Eitelborn | 1310             | T: Spornburg, E: Ruine | |
| Burg Waldmannshausen                            | Elbgrund, (Gemeinde Elbtal) im Landkreis Limburg-Weilburg | 1486             | T: Niederungsburg, E: erhalten/wesentliche Teile erhalten                                                                                   | Frontansicht Burg Waldmannshausen, Elbgrund                                                                               |
| Schloss Westerburg                              | Westerburg | 1192             | T: Schloss, E: erhalten | Westerburger Schlossberg mit Schloss und evangelischer Schlosskirche                                                      |

## Weitere Burgruinen und Wüstungen

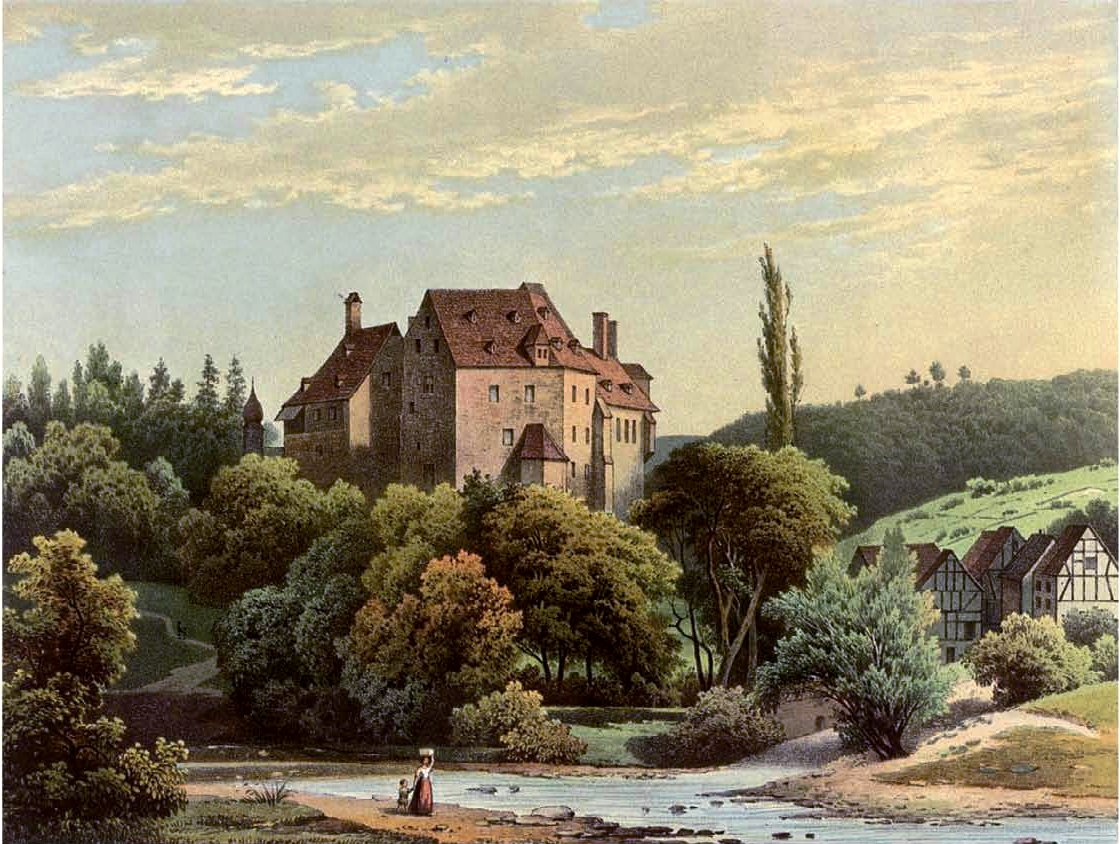
Schloss Schönstein um 1860, Sammlung Alexander Duncker

| Name                                                            | Lage | Bauzeit      | Anmerkungen | Bild                                 |
| --------------------------------------------------------------- | --- | ------------ | --- | ------------------------------------ |
| Burg Alt-Dernbach, auch Dernbach, Butschel oder Purzel genannt  | Seelbach, Lahn-Dill-Kreis | 1233         | T: Niederungsburg in Ortslage, E: abgegangene Burg (1325 bis 1326 im Zuge der Dernbacher Fehde endgültig zerstört), Mauerreste |                                      |
| Alte Burg (Rotenhain)                                           | Rotenhain, Westerwaldkreis | …            | T: Höhenburg, Spornlage, E: nur Grundmauern erhalten                                                                           | Alte Burg Rotenhain Luftaufnahme     |
| Schloss Altenkirchen                                            | Altenkirchen, Landkreis Altenkirchen | um 1314/1317 | T: Schloss, E: Wüstung |                                      |
| Burg Dernbach                                                   | Dernbach (Westerwald), Westerwaldkreis | um 1200      | T: Kastellburg, E: Wüstung |                                      |
| Herzburg, auch „Harzburg“, „Herzberg“, „Herzburg“ und „Erzburg“ | zwischen Michelbach, Borod und Ingelbach, Landkreis Altenkirchen | …            | T: Spornburg, E: Wüstung | Herzburg Abschnittswall              |
| Burg Koberstein                                                 | Obererbach (Westerwald), Landkreis Altenkirchen | 1343–1358    | T: Niederungsburg, E: Wüstung                                                                                                  |                                      |
| Burg Liebenscheid                                               | Liebenscheid, Westerwaldkreis | vor 1341     | T: Niederungsburg, E: Ruine |                                      |
| Maienburg, auch Burg Eigenberg                                  | Mengerskirchen, Landkreis Limburg-Weilburg | 1300         | T: Talburg, Ortslage, E: erhalten                                                                                              | Ruinen der Maienburg, Mengerskirchen |
| Schloss Monrepos                                                | auf dem Rhein-Wied-Rücken des Niederwesterwaldes, Luftlinie ca. 1,5 km west-ein-halb-südlich der Burg Altwied in Neuwied, Landkreis Neuwied, (die erhaltenen Nebengebäude gehören zum Neuwieder Stadtteil Segendorf) | 1757–1762    | T: Schloss, E: niedergelegt (am 30. April 1969), Nebengebäude erhalten                                                         |                                      |
| Burg Rennenberg                                                 | bei Linz am Rhein, Landkreis Neuwied | 1217         | T: Höhenburg E: nur teilweise erhalten                                                                                         |                                      |
| Burg Steinebach                                                 | Steinebach an der Wied, Westerwaldkreis | …            | E: nur Grundmauern erhalten | Torbogen von Burg Steinebach         |
| Weltersburg                                                     | Weltersburg bei Westerburg, Westerwaldkreis | 11. Jh.      | T: Höhenburg, E: Mauerreste | Mauerreste der Weltersburg           |